# Club de Deportes Temuco
Il Club de Deportes Temuco è una società calcistica cilena, con sede a Temuco.
Milita nella Campeonato Nacional de Primera B del Fútbol Profesional Chileno.

## Storia
Fondato nel 1960, non ha mai vinto trofei nazionali. Il 22 febbraio 1965 ha assorbito il Green Cross assumendo sino al 1985 il nome di Green Cross Temuco.
La squadra ha mantenuto il suo nome, dopo la fusione con Unión Temuco nel 2013. L'attuale presidente è Marcelo Salas, ex stella del calcio cileno.

## Rosa 2021
| N. |                      | Ruolo | Calciatore          |
| -- | -------------------- | ----- | ------------------- |
| 1  | Cile (bandiera)      | P     | Joaquín Gutiérrez   |
| 2  | Cile (bandiera)      | C     | Sebastián Domínguez |
| 3  | Cile (bandiera)      | D     | Matías Navarrete    |
| 4  | Cile (bandiera)      | C     | Sebastián Díaz      |
| 5  | Cile (bandiera)      | D     | Yerko Águila        |
| 6  | Cile (bandiera)      | D     | Luis Casanova       |
| 7  | Cile (bandiera)      | C     | Bryan Taiva         |
| 8  | Argentina (bandiera) | A     | Lucas Campana       |
| 9  | Cile (bandiera)      | A     | Matías Donoso       |
| 10 | Argentina (bandiera) | C     | Sergio López        |
| 11 | Venezuela (bandiera) | A     | Reiner Castro       |
| 12 | Cile (bandiera)      | P     | Camilo Trejos       |
| 13 | Argentina (bandiera) | D     | Mariano Almandoz    |
| 14 | Cile (bandiera)      | C     | Francisco Piña      |
| 15 | Cile (bandiera)      | D     | Cristóbal Vergara   |
| 16 | Cile (bandiera)      | D     | Jaime Soto          |

| N. |                 | Ruolo | Calciatore        |
| -- | --------------- | ----- | ----------------- |
| 17 | Cile (bandiera) | C     | Diego Díaz        |
| 18 | Cile (bandiera) | C     | Cristián González |
| 19 | Cile (bandiera) | D     | Orlando Gutiérrez |
| 20 | Cile (bandiera) | D     | Diego Oyarzún     |
| 21 | Cile (bandiera) | D     | Joaquín Aros      |
| 22 | Cile (bandiera) | A     | Daniel Malhue     |
| 23 | Cile (bandiera) | C     | Fernando Saavedra |
| 24 | Cile (bandiera) | D     | Miguel Aceval     |
| 25 | Cile (bandiera) | P     | José Luis Gamonal |
| 26 | Cile (bandiera) | D     | Fernando Lazcano  |
| 27 | Cile (bandiera) | A     | Nicolás Canales   |
| 28 | Cile (bandiera) | C     | Johan Fuentes     |
| 29 | Cile (bandiera) | A     | Rodrigo Agurto    |
| 30 | Cile (bandiera) | C     | Rubén Cepeda      |
| 31 | Cile (bandiera) | P     | Luis Marín        |
| 32 | Cile (bandiera) | C     | Rodrigo Ureña     |

## Palmarès

### Competizioni nazionali
- Primera B (Cile): 3

1991, 2001, 2016-2016

### Altri piazzamenti
- Copa Chile:

Semifinalista: 1998
- Segunda División (Cile):

Secondo posto: 2012